# Léopold Hanssens
Léopold Ferdinand Joseph Hanssens (Turnhout, 4 september 1832 - Luik, 22 maart 1903) was een Belgisch volksvertegenwoordiger.

## Levensloop
Hanssens was een zoon van de rijkswachtofficier Emmanuel Hanssens en van Angeline Welwaert. Hij trouwde met Anna Servais.
Hij promoveerde tot doctor in de rechten (1857) aan de Universiteit van Luik en vestigde zich als advocaat in Luik.
Van 1866 tot 1888 was hij afwisselend gemeenteraadslid en schepen van Luik. Van 1868 tot 1879 was hij ook provincieraadslid.
In 1879 werd hij liberaal senator voor het arrondissement Luik in opvolging van de overleden Jean Piedbœuf en vervulde dit mandaat tot in 1894.
Hij vervulde verschillende functies in Luik:
- bestuurslid van het Koninklijk Muziekconservatorium van Luik,
- voorzitter van de Société de Gymnastique,
- lid van de toezichtscommissie van de Luikse Kunstacademie,
- bestuurslid van de burgerlijke godshuizen van Luik.